# Bearhole Lake Provincial Park and Protected Area
Der Bearhole Lake Provincial Park ist ein 12.705 Hektar großer Provincial Park im zentralen Osten der kanadischen Provinz British Columbia, an den sich östlich unmittelbar das 4.755 Hektar große Bearhole Lake Protected Area anschließt. Die beiden Schutzgebiete liegen etwa 25 km östlich von Tumbler Ridge im Peace River Regional District, unweit der Grenze zur benachbarten Provinz Alberta.

## Anlage
Park und Protected Area liegen in den nordöstlichen Ausläufern der Hart Ranges, einem Teil der kanadischen Rocky Mountains und werden von West nach Ost vom Kiskatinaw River durchflossen. Die Schutzgebiete liegen dabei auf einer Höhe zwischen 920 m im östlichen Bereich der Protected Area sowie 1160 m im westlichen Bereich des Parks. Außerdem liegen Park und Protected Area im nordöstlichen Bereich des Tumbler Ridge UNESCO Global Geopark.
Sowohl beim Park wie auch dem Protected Area handelt es sich um ein Schutzgebiet der IUCN-Kategorie II (Nationalpark).

## Geschichte
Der Park und die Protected Area wurden gemeinsam im Jahr 2001 eingerichtet und haben ihren Namen von einem im Westen des Parks liegenden See. Wie bei fast allen Provinzparks in British Columbia gilt jedoch auch für diese Schutzgebiete, dass sie – lange bevor die Gegend von Einwanderern besiedelt oder Teil eines Parks wurde – Jagd- und Fischereigebiet verschiedener Stämme der First Nations, hier hauptsächlich von Völkern der heutigen „Treaty 8 Tribal Association“, war.

## Flora und Fauna
Das Ökosystem von British Columbia wird mit dem Biogeoclimatic Ecological Classification (BEC) Zoning System in verschiedene biogeoklimatischen Zonen eingeteilt. Biogeoklimatische Zonen zeichnen sich durch ein grundsätzlich identisches oder sehr ähnliches Klima sowie gleiche oder sehr ähnliche biologische und geologische Voraussetzungen aus. Daraus resultiert in den jeweiligen Zonen dann auch ein sehr ähnlicher Bestand an Pflanzen und Tieren. Innerhalb dieser Systematik wird das Parkgebiet der Boreal White and Black Spruce Zone zugeordnet.